# Blut-Birne
Die Blut-Birne, auch Sommer-Blut-Birne, Granat-Birne oder Sanguinole genannt, ist eine alte Sorte der Birne (Pyrus communis). Sie wurde in Deutschland 1684 erstmals erwähnt, in Frankreich wird sie bereits 1675 beschrieben. Sie ist eine pomologische Besonderheit, da ihr Fruchtfleisch eigenartig rötlich marmoriert ist.
Die an ihren Standort wenig anspruchsvollen Bäume bilden eine pyramidale Krone mit hängenden Ästen aus. Sie beginnen sehr früh zu tragen und bringen hohe Ernte. Sie eignen sich auch in höheren Lagen für Streuobstflächen.
Die kleinen Früchte sind kugelförmig und reifen Mitte August bis Anfang September. Die Grundfarbe der Schale ist hellgrün, auf der Sonnenseite bildet sich eine rötliche Deckfarbe. Der Geschmack ist angenehm süß, aber wenig aromatisch. Sie eignen sich zum Frischverzehr und als Dörr- und Kompottobst. Die Birne ist allerdings nicht lange lagerfähig, sie wird schnell teigig.

## Belege
- Walter Hartmann (Hrsg.): Farbatlas Alte Obstsorten. 2., stark überarbeitete Auflage. Ulmer, Stuttgart 2003, ISBN 3-8001-4394-1, S. 262.
- Karteikarte der Obstsortendatenbank BUND-Lemgo